# هندسة فلكية
الهندسة الفلكية هي مجال هندسي يعنى بعلم الفلك، أي في الكواكب، النجوم، النظام النجمي، المجرة أو على نطاق أكبر من ذلك. بل هو شكل من أشكال الهندسة على نطاق ضخم. على سبيل المثال مجال دايسون الافتراضي.

## التطبيقات
المبانى العملاقة النموذجية التي يمكنها نظريا أن تُنتج عن طريق الهندسة الفلكية تشمل مجالات دايسون، العوالم المرتبطة ببعضها، وأقراص آلدرسن، ومدارات البنوك، والعقول التي تحتوي على عقول أخرى مثل دمية (متريوشكا)، ومحركات النجوم مثل دفاعات (شكادوف)، وغيرها من الأعمال الفنية التي أنتجت بواسطة النوع الثاني والنوع الثالث من الحضارات على مقياس (كارداجيف).
في ورقة بحثية لعام 2005، اقترح لوك ارنولد معاني لكشف أصغر، على الرغم من استمرارية النطاق الواسع، فمن المميز توقيع ضوء عبور منحنى بالتحف الفنية.
أصبحت بعض التطبيقات أكثر أهمية لفترتنا الزمنية كالتطورات في التقدم التكنولوجي. أصبحت مشاريع الهندسة الفلكية مثل الأبراج المدارية (أو المصاعد المدارية) أكثر جدوى من الناحية الفنية نظرا لهذه التطورات التكنولوجية.
أشير إلى أن الحضارة المتقدمة يمكنها استخدام النجم النابض لإرسال الإشارات من خلال تعديل منحنى الضوء. ومن شأن هذا التطبيق أن يتطلب بناء هيكل على نطاق واسع (المغير) حول النجم النابض. تأثيرات الملاحظات الممكنة تفتقد للذبذبات والزيادة في الإشعاع الحراري بسبب الانبعاث الثانوي من المغير. لوحظ فقدان النبض في العديد من النجوم التي كانت نابضة، وعادة ما ينسب إلى الظواهر الطبيعية. ومع ذلك، كشفت الدراسة الإحصائية للتسلسل النبض المفقود الذي لا يكون فقدانه عشوائيا في العديد من النجوم النابضة. وهذا يطرح مشكلة تميز التشكيل الطبيعي عن الاصطناعي. تغيير دورة عوامل النجوم المتغيرة (الرئيسية) من الممكن نظريا أن يطلق شعاع النيوترينو عالي الطاقة في مركز النجم. بهذا المعنى يمكن استخدام الشعاع كوسيلة لنقل المعلومات وإنشاء «الإنترنت المجرى». معدل النقل سيكون بطيء جدا، على الرغم من أنه سيكون حوالي 180 بت سنويا.

## العوامل المحدودة
الموارد هي عامل محدود يمنع التقدم في الهندسة الفلكية. منذ أن كانت الهندسة الفلكية تدور حول خلق أجسام عملاقة والتي قد يمتد طولها إلى ملايين الكيلومترات، فإن الحصول على المواد سيتطلب أكثر من موارد الأرض.
حتى إذا أصبحت الموارد أكثر وفرة من الكواكب الأخرى والأنظمة الكوكبية، سيكون المهندسون قادرون على تحقيق حدود الطاقة. إنشاء هياكل على نطاق واسع يتطلب كميات كبيرة من الطاقة. مصادر الطاقة المحتملة التي يمكن أن يستعملها النوع الثاني أو النوع الثالث من الحضارة على مقياس (كارداجيف) يشمل ما يلي:
- مجال دايسون أو سرب دايسون وبنيات مماثلة هي عبارة عن بنايات عملاقة افتراضية وصفت في الأصل من قبل فريمان دايسون كنظام من الأقمار الصناعية للطاقة الشمسية التي تدور هدفها الاقتراب من نجم ما تماما والاستيلاء على معظم أو كل إنتاجه للطاقة.[7]
- ربما الوسيلة الأكثر غرابة لتوليد الطاقة القابلة للاستخدام سيكون لتغذية الكتلة النجمية في الثقب الأسود، وجمع الفوتونات المنبعثة من القرص المصنع.[8][9] الأقل غرابة أن يكون ببساطة لالتقاط فوتونات هاربة بالفعل من قرص مزود، والحد من الزخم الزاوي للثقب الأسود؛ والمعروف باسم عملية (بنروز).
- رفع النجوم هو عملية حيث يمكن للحضارة المتقدمة إزالة جزء كبير من المواد النجمية بالطريقة التي تتحكم بها من أجل استخدامات أخرى.
- المادة المضادة من المرجح أن يتم إنتاجها باعتبارها منتجا ثانوي الصنع لعدد من العمليات الهندسية واسعة النطاق (مثل رفع النجم المذكور)، وبالتالي يمكن إعادة تدويرها.
- في الأنظمة النجمية المتعددة المتضمنة عدد كبير بما فيه الكفاية من النجوم، لا تستوعب كثيرا لكن المهم هو إخراج كل النجوم الفردية.
- الثقوب البيضاء، إذا كانت موجودة، من الناحية النظرية فإنها يمكن أن توفر كميات كبيرة من الطاقة من تجميع المسألة الدافعة إلى الخارج.
- التقاط الطاقة من انفجارات أشعة غاما هو مصدر السلطة الممكن نظريا لآخر حضارة متقدمة للغاية.
- قد تستخدم حضارات من النوع الثالث نفس التقنيات المستخدمة من قبل حضارة من النوع الثاني، ولكن لتطبيقها على كل النجوم الممكنة في مجرة واحدة أو أكثرمن مجرة.
- قد تكون حضارات النوع الثالث قادرة أيضا على الاستفادة من الطاقة المنطلقة من الثقوب السوداء الهائلة التي يعتقد أنها موجودة في مركز معظم المجرات.
- انبعاثات الكوازارات يمكن مقارنتها بسهولة لتلك المجرات النشطة الصغيرة ويمكن أن توفر مصدر ضخم للطاقة إذا أمكن جمعه.

## في الخيال
قد وُصفت الهندسة الفلكية في العديد من الأعمال الروائية:
- في سلسلة (عالم الحلقات) بواسطة لاري نيفن، بنيت حلقة واسعة تصل لمليون ميل ونسجت (من أجل الجاذبية) حول نجم واحد تقريبا بعيدا بوحدة فلكية. الحلبة يمكن اعتبارها نسخة وظيفية لكرة دايسون مع مساحة السطح الداخلية من 3 ملايين كوكب بحجم الأرض. لأنها ليست سوى
- مجال دايسون الجزئي، يمكن أن ينظر إليه باعتباره وسيطا بين النوع الأول والنوع الثاني. كلا المجالين دايسون و (عالم الحلقة) اللذان يعانيان من عدم استقرار الجاذبية، ومع ذلك، فإن المحور الرئيسي من سلسلة (عالم الحلقة) يتكيف مع حالة عدم الاستقرار في مواجهة الانهيار الجزئي للحضارة (عالم الحلقة).
- ستيفن باكستر «مورلوك» في ذلك الوقت ستحتل السفن قذيفة كروية تدور حول الشمس في قطر مدار الأرض، والغزل للخطورة على طول الشريط واحد. ويسكن السطح الداخلي للقشرة على طول هذا الشريط من قبل الثقافات في العديد من المراحل الدنيا من التطور، في حين تستخدم الحضارة K الثاني مورلوك هيكل كامل للسلطة والحساب.
- في ستار تريك: الحلقة الجيل التالي «الآثار»، مؤسسة دايسون تكتشف أن المجال مهجور.[10]
- في الكون (هالو)، خلق المتقدمون العديد من البنايات العملاقة الاصطناعية بحجم كوكب مثل هالة (عوالم الحلقة)، وArks 2 وعوالم الدرع، والتي كانت صغيرة جدا من حيث الحجم - دايسون الكرات. كانت الطرق الفضائية واحدة من إبداعات الأسلاف وأكثرها شهرة. كم هي هائلة تلك الكابلات التي لا يمكن تدميرها التي تربط الكواكب بالأنظمة النجمية.
- في فيلم الجنة، قد تم بناء موطن الفضاء على نطاق واسع للدوران حول الأرض، وهو يستطيع البقاء على قيد الحياة بشكل دائم.
- في ثلاثية (كوريليان) (حرب النجوم نشرت الكتب الكونية)، وكشفت عن نظام (كوريليان) التي قد شيدت من قبل حضارة قديمة غير معروفة، وذلك باستخدام محطة سنتربوينت لنقل الكواكب عبر المسافات بين النجوم، و«تنافر الكواكب» لمناورة الكواكب في مداراتها.

رسم تخطيطي لقطاع بعيدا عن قذيفة دايسون المثالية، وهو البديل لمفهوم دايسون الأصلي، مع دائرة نصف قطرها 1 الاتحاد الافريقي.

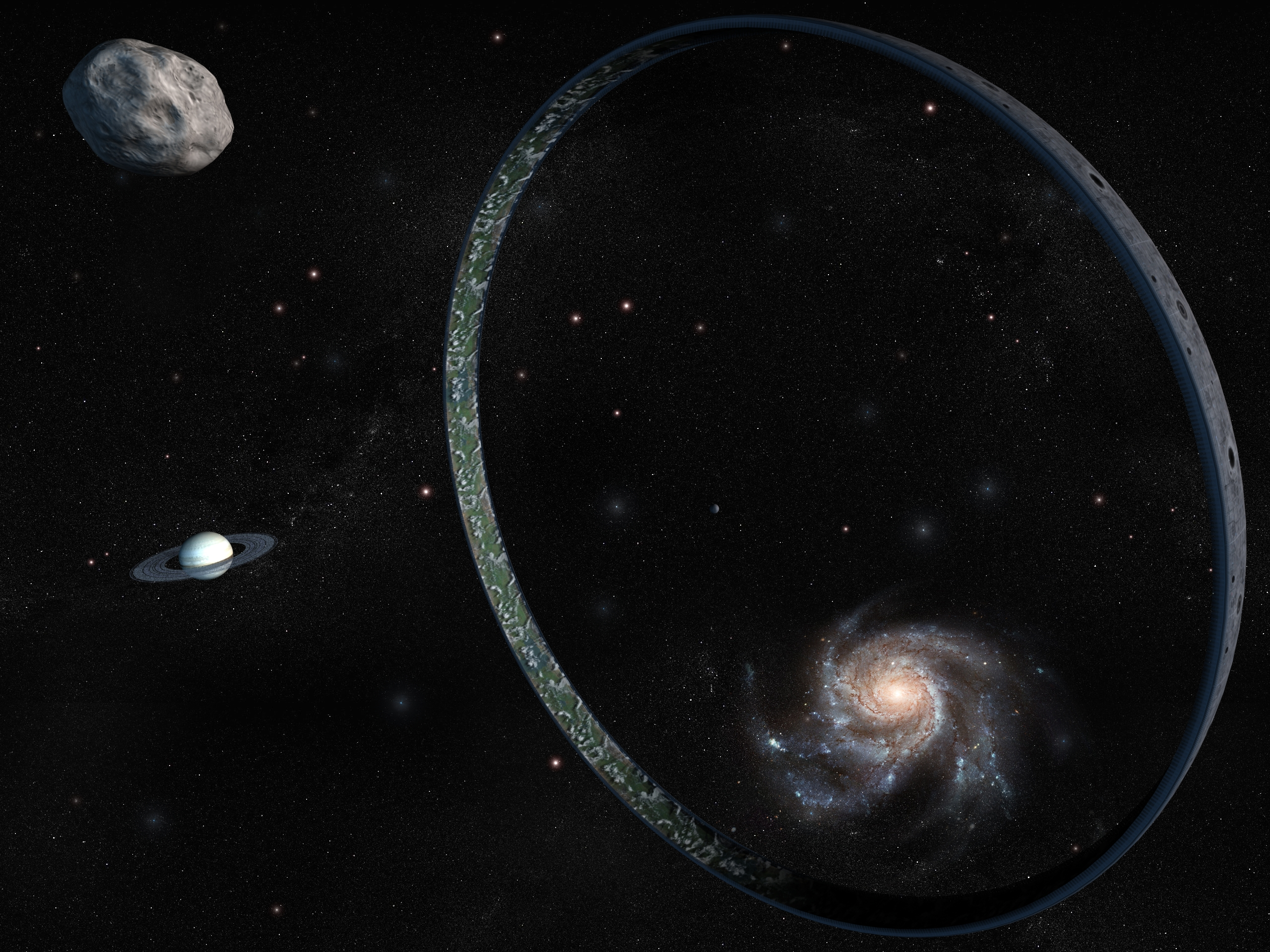
التوضيح المداري (الأوربيتالي)، مع عدم وجود محور واضح.

مثال تخطيطي لقرص آلدرسن.

الخطة المقترحة للحلقة المدارية.